# Бьозенсель
Бьозенсель (нижньонім . Baisensell) — район муніципалітету Зенден в окрузі Коесфельд і за 15 км на захід від Мюнстера .

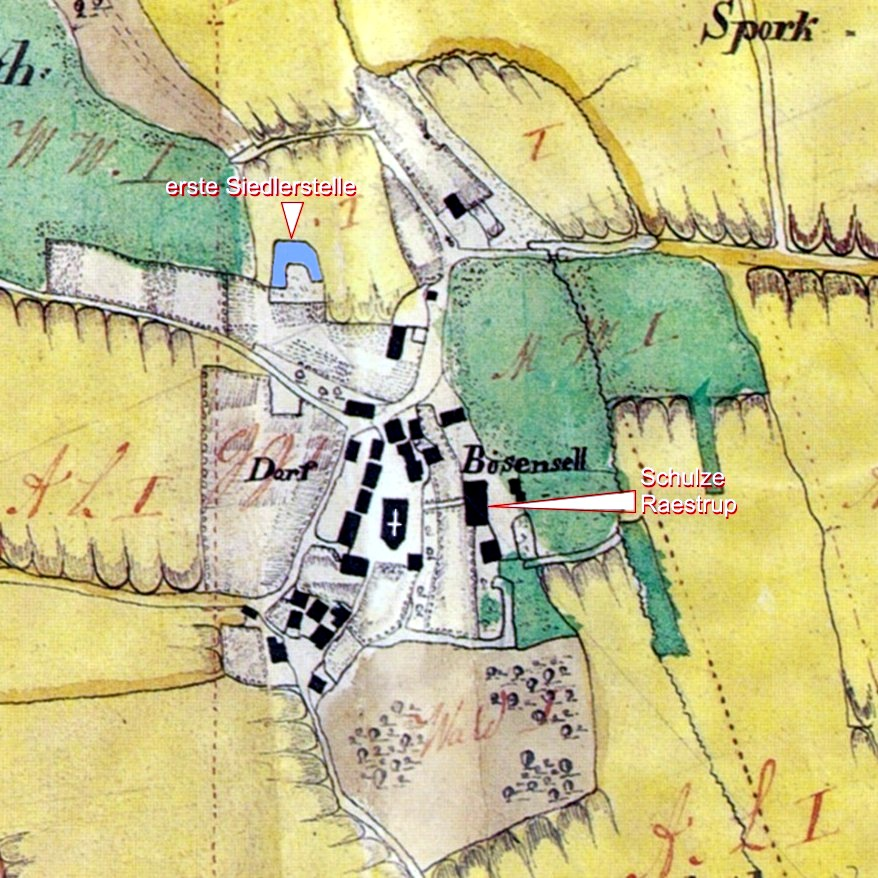
Карта з першим поселенням у Бьозенсель

Ця територія була заселена близько 5000 року до нашої ери. Сліди були знайдені в сусідньому Апховені, приблизно за вісім кілометрів, що доводить, що люди жили тут приблизно 7000 років тому.
Бьозенсель вперше згадується в документі з абатства Верден близько 890 року, де це місце ще називалося Базінселі.

## Від Базінселі до Бьозенсель
Первинна назва Бьозенсель змінилася протягом століть через Базінселі і Бузенсель до Бьозенсель.
Близько 1148 р. Бьозенсель був центром садиби канонічної канцелярії Бьозенсель.
До міської реорганізації 1. 1 січня 1975 року, коли Бьозенсель було включено до Зенду, місто належало до округу Роксель округу Мюнстер. Тому євангельські християни Бьозенселя все ще належать до євангельської церковної громади Роксель, а не до церковної громади, що посилає.

## Розвиток населення
У Бьозенсель проживало на:
- 06 червня 1961: 1423 резиденти
- 27 травня 1970: 1488 резидентів
- 30 червня 1974: 1701 резидент
- 30 листопада 2004: 2529 резидентів
- 31 грудня 2005: 2661 резидент
- 31 грудня 2006: 2727 резидентів
- 31 грудня 2007: 2943 резиденти
- 31 грудня 2012: 2853 резиденти
- 31 грудня 2020: 2788 резидентів

## Бізнес
Для іногородніх зовнішній вигляд Бьозенселя насамперед характеризується комерційним районом Südfeld на південній околиці, безпосередньо на L551. Крім того, у безпосередній близькості від автомагістралі A43 знаходиться промислова зона Ам Дорн, у якій у 2006 році була відкрита зупинка для вантажівок з великою кількістю відвідувачів з бібліотекою ігор, рестораном і службою водіїв для подорожей і міжміських перевезень. Тим часом у безпосередній близькості відкрилися інші комерційні об’єкти. Ці компанії, а також торговці в районі фактичного центру міста, організовані в торгову асоціацію Бьозенсель .

## Транспортне сполучення

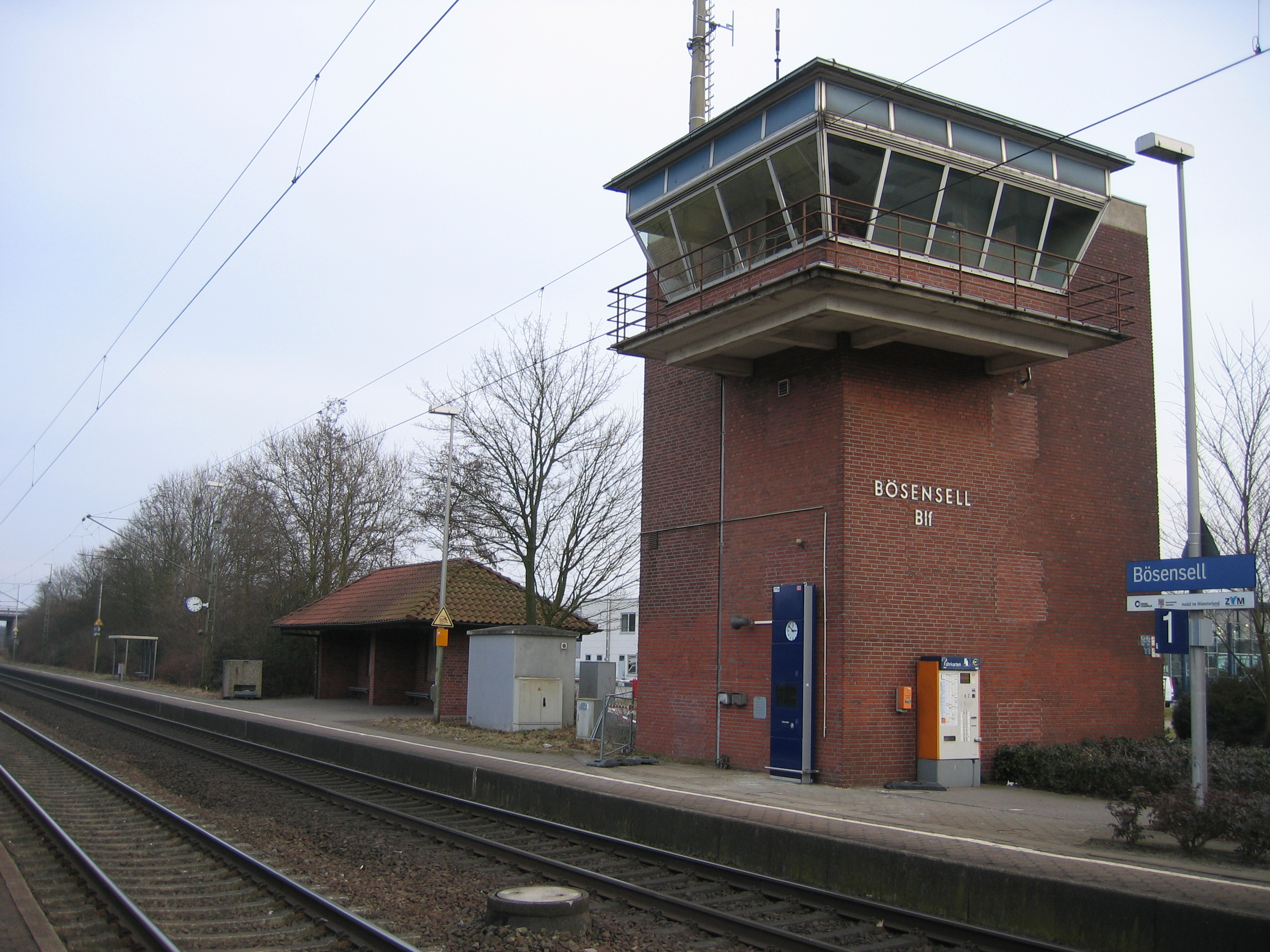
Станція Зенден-Бьозенсель

Станція Зенден-Бьозенсель  (заснована в 1897 році) знаходиться на залізничній лінії Wanne-Eickel-Hamburg . Рейн-Хаард-Експрес (RE 42) Ессен-Мюнстер щогодини приїжджає з Менхенгладбах-Крефельд-Дуйсбург.

## Особливі місця

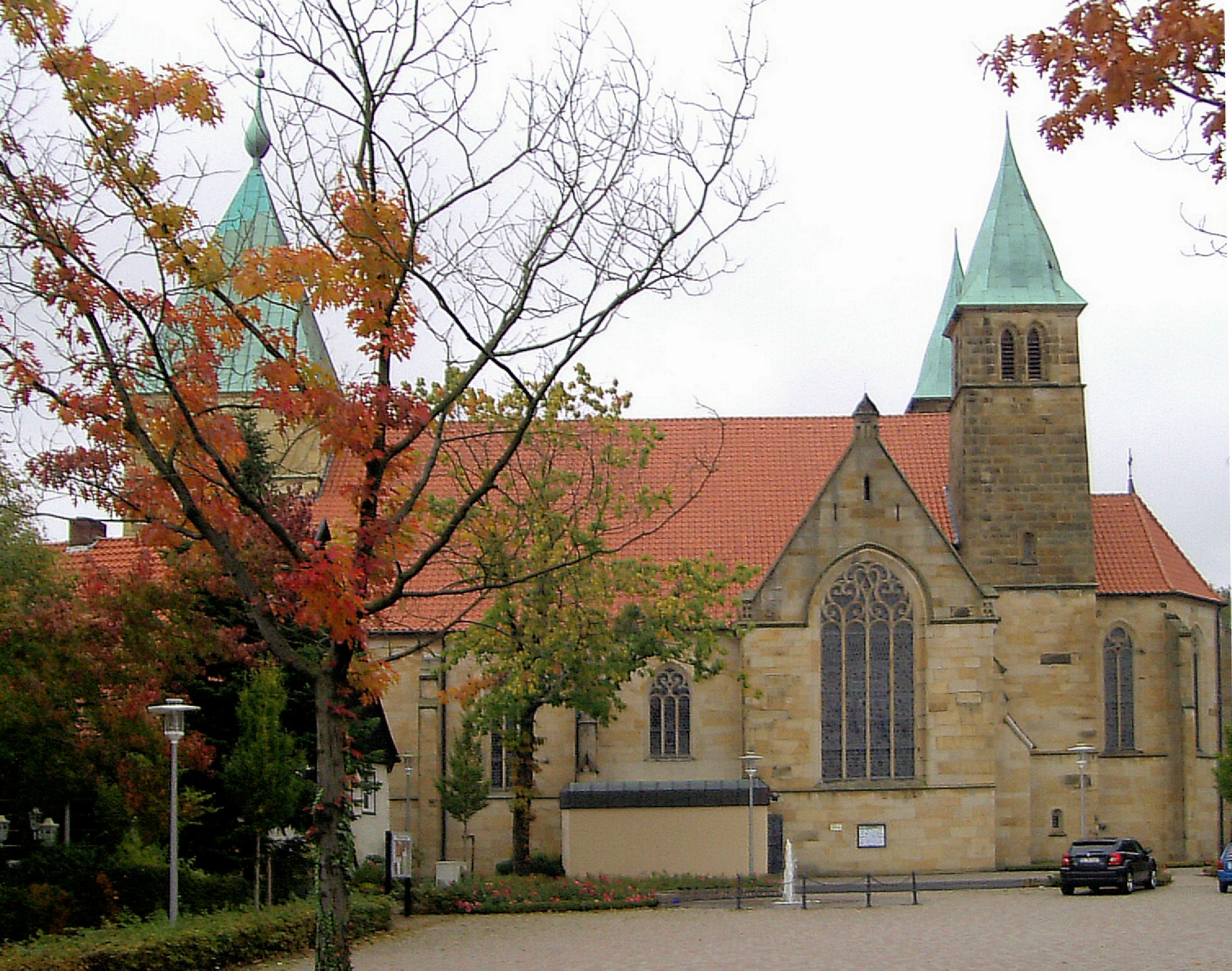
Парафіяльний костел св. Івана Хрестителя

Хрест Лаерброка на межі з сусідніми містами Шапдеттен і Хавіксбек позначає точку, де зустрічалися три округи: Драйнгау, Стевергау і Скопінгау, і де між 13 і 17 століттями засідали парламенти.
Парафіяльний костел Святого Івана Хрестителя (ім. Іоанна Хрестителя) був добудований у 1917 році під час Першої світової війни. Церковна вежа з піщанику Баумбергера походить від старішої церкви Нава побудована з піщанику Іббенбюрена, який є більш стійким до погодних умов.

## Веб-посилання
- Стороні району Бьозенсель
- Офіційний сайт муніципалітету Зенден